# Alfredo Nobre da Costa
Alfredo Nobre da Costa (Lapa, 10 settembre 1923 – Lisbona, 4 febbraio 1996) è stato un politico portoghese, Primo ministro dal 22 agosto al 22 novembre 1978.
Il suo Governo fu il terzo Istituzionale.

## Biografia
Nipote paterno di Alfredo da Costa, si laureò in Ingegneria Meccanica presso l'Instituto Superior Técnico dell'Università Tecnica di Lisbona nel 1946. Il 5 maggio 1951 sposò Maria de Lourdes de Carvalho e Cunha Fortes da Gama, dalla quale ebbe una figlia, Vera Nobre da Costa .
Ha iniziato la sua carriera professionale presso il Gruppo Champallimaud, lasciando il gruppo per creare Lusotecna, nel 1965.
Nel 1962 entra a far parte della Siderurgia Nacional come amministratore tecnico.
Passa alla storia per essere stato il primo a capo di un governo di iniziativa presidenziale nominato dall'allora presidente della Repubblica Ramalho Eanes, per l'inesistenza di una maggioranza parlamentare stabile.
Nonostante il breve periodo del suo governo, durato 3 mesi, ha mantenuto una buona immagine nell'opinione pubblica, grazie alle sue capacità gestionali e all'azione di governo.
| Ministro                                                        | Nome                                                     |
| --------------------------------------------------------------- | -------------------------------------------------------- |
| Primo ministro                                                  | Alfredo Nobre da Costa                                   |
| Vice Primo Ministro                                             | Carlos Costa Freitas                                     |
| Ministro della Difesa Nazionale                                 | Mario Firmino Miguel                                     |
| Ministro delle finanze e della pianificazione                   | José da Silva Lopes                                      |
| Ministro dell'amministrazione interna                           | Antonio Goncalves Ribeiro                                |
| Ministro della Giustizia                                        | Mario Raposo                                             |
| Ministro degli Affari Esteri                                    | Carlos Correa Gago                                       |
| Ministro dell'agricoltura e della pesca                         | Apolino Vaz Portogallo                                   |
| Ministro dell'Industria e della Tecnologia                      | Fernando Santos Martins                                  |
| Ministro del Commercio e del Turismo                            | Pedro Pires de Miranda                                   |
| Ministro del Lavoro                                             | Antonio da Costa Leal                                    |
| Ministro dell'Istruzione e della Cultura                        | Carlos Lloyd Braga                                       |
| Ministro degli Affari Sociali                                   | Acacio Pereira Magro                                     |
| Ministro dei Trasporti e delle Comunicazioni                    | Amilcare Marchesi                                        |
| Ministro dell'edilizia abitativa e dei lavori pubblici          | João Almeida Pina                                        |
| Ministro della Repubblica per la Regione Autonoma delle Azzorre | Octavio Galvao de Figueiredo (fino al 25 settembre 1978) |
| Ministro della Repubblica per la Regione Autonoma delle Azzorre | Henrique Afonso da Silva Horta                           |
| Ministro della Repubblica per la Regione Autonoma di Madeira    | Lino Miguel                                              |

## Onorificenze
| Controllo di autorità | VIAF (EN) 99885845 · ISNI (EN) 0000 0000 6800 8907 · GND (DE) 1165658291 |